# ネロ・カエサル

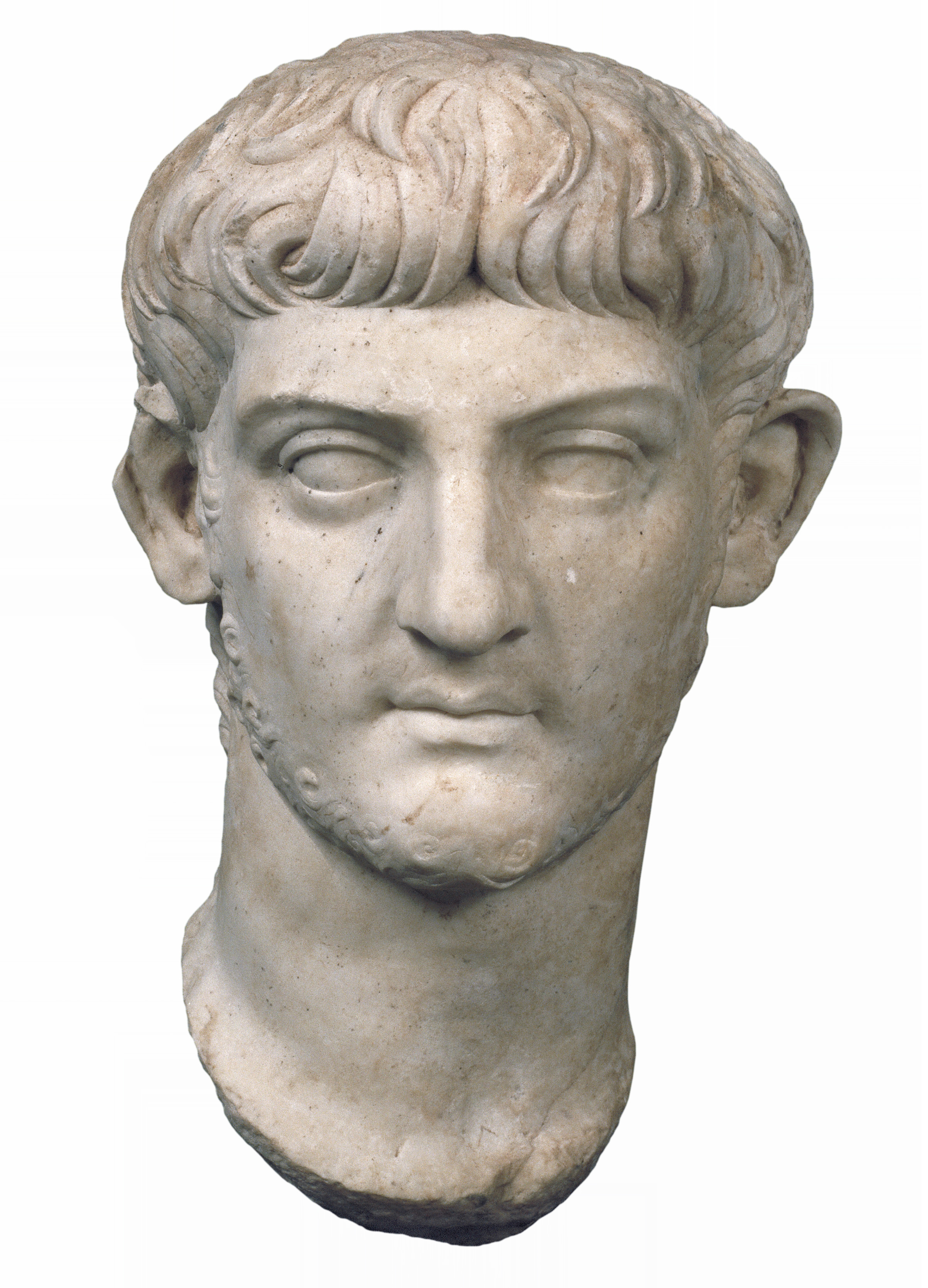

ネロ・カエサル（Nero Julius Caesar Germanicus, 6年 - 31年）は、古代ローマの将軍ゲルマニクスの息子で第2代ローマ皇帝ティベリウスの後継者候補。

## 生涯
6年にゲルマニクスと大アグリッピナの長男として生まれた。弟にドルスス・カエサル、ガイウス・カエサル（カリグラ）、妹にユリア・ドルシッラ、小アグリッピナ、ユリア・リウィッラがいる。父ゲルマニクスは大ドルススと小アントニアの息子で、ネロが生まれたときにはアウグストゥスの後継者であるティベリウスの養子となっていた。母大アグリッピナはマルクス・ウィプサニウス・アグリッパとアウグストゥスの娘ユリアの娘で母からアウグストゥスの血を受け継いでいた。
14年にアウグストゥスが病没しティベリウスが帝位を継ぐと、父ゲルマニクスはティベリウスの実子で義兄弟である小ドルススと共にその後継者候補となった。内向的な性格のティベリウスとは対照的にゲルマニクスは多くの人気を集め、ゲルマニアでの戦果がそれをより確かなものとした。
18年にゲルマニクスは東方へ派遣され、これに母大アグリッピナも同行した。しかしカリグラと大アグリッピナが東方へ向かう途中出産したユリア・リウィッラ以外の子供達はローマに残されていた。このときまでにネロはシリア総督のクレティクス・シラヌスの娘と婚約している。ただしシリア総督の地位はゲルマニクス派遣の際にグナエウス・カルプルニウス・ピソに交代している。
この東方の任務の途中、父ゲルマニクスがシリアで急死する。翌20年、父の遺骨を持ってローマへと帰還した母をネロたちは叔父小ドルススらとタッラキナまで迎えた。ゲルマニクスのローマでの葬儀ののち、ゲルマニクス暗殺を疑われていたグナエウス・ピソの裁判がおこなわれ、判決を前にピソは自殺した。
同じ年、成人式を迎えたネロは二十人委員を経ずにクァエストル候補となり、元老院に議席を与えられた。同時にポンティフェクスにも任命され、ゲルマニクスの遺児として異例の年齢で顕職を与えられた。また、小ドルススの娘であるリウィア・ユリアとの結婚もこの年に行なわれている。
ゲルマニクス亡き後ティベリウスの後継者は事実上小ドルススに確定していたが、23年その小ドルススも急死する。
実際には親衛隊長官のルキウス・アエリウス・セイヤヌスによる暗殺であったが、このときにはそのことは知られてはいなかった。ゲルマニクス没後その遺児たちの父親代わりとなっていた小ドルススの死は、結果的にネロをティベリウスの有力な後継者候補とした。
同じ年、アシアの諸市が求めたティベリウスとリウィア・ドルシッラ、元老院を奉る神殿の建立が元老院で許可されたが、これに対して属州アシアの保護者を務めていたネロは元老院でその感謝の演説を行なっている。
24年年初、通常元首の安泰を願って行なわれる誓願の際に、後継者候補となっていたネロと弟のドルススの名も加えて祈願が行なわれた。これに対しティベリウスは時期尚早であると苦言を呈したが、これをティベリウスのゲルマニクスの遺児たちへの不信の表れと捉えたものもいた。
その後徐々に強い権勢欲を抱くセイヤヌスはティベリウスの側近として権力を拡大し、大アグリッピナやネロに対して攻撃を仕掛けるようになっていった。26年にティベリウスがカプリ島へ隠棲すると元首へのアクセスを支配したセイヤヌスの影響力は絶大なものとなった。ついには29年、ネロはティベリウスから弾劾され、元老院で公敵の宣言を受けるとポンティア島へ流された。このとき母大アグリッピナも同時にパンダテリア島への流罪となっている。
ポンティア島(現在のポンツァ島)へ流されたネロは31年に殺害または自死の強要によってこの世を去る。その遺骨はばら撒かれ集めるのも困難だったという。同じ年のうちにネロを死に追いやったセイヤヌスもティベリウスによって粛清された。
ティベリウス没後、皇帝となった弟カリグラは就任と共にポンティア島を訪れネロの遺骨を自ら拾い、同じくパンダテリア島(現在のヴェントテーネ島)で集めた大アグリッピナの遺骨と共に葬儀を行なった。葬儀ののち2人の遺骨はアウグストゥス廟に納められた。